# Гравітаційне мікролінзування

Гравітаційне мікролінзування світла далекої фонової зорі екзопланетою-шахраєм, що пролітає повз

Гравітаційне мікролінзування — різновид гравітаційного лінзування, в якому спосрерігається зміна яскравості точкового джерела світла (наприклад, зорі або квазара) в результаті проходження масивної гравітаційної лінзи (іншої зорі, екзопланети, темного масивного об'єкта в галактичному гало) між джерелом і спостерігачем. Мікролінзування є потужним способом пошуку темної матерії і відкриття екзопланет, бо вони можуть, залишаючись невидимими, впливати своєю гравітацією на зміну яскравості інших об'єктів.
На відміну від сильного і слабкого лінзування, в яких досліджується зміна форми протяжних джерел (зазвичай галактик), в мікролінзуванні джерела мають малий кутовий розмір і залишаються нерозрізненими, і єдиною спостережуваною величиною є зміна яскравості з часом. Яскравість зазвичай спочатку збільшується, а потім зменшується до свого початкового значення по мірі того, як джерело, лінза і спостерігач, рухаючись в просторі зі своїми власними швидкостями, спочатку наближаються до розташування на одній прямій, а потім розходяться від такого розташування. При ідеальному розташуванні точкового джерела, точкової лінзи і спостерігача на одній прямій яскравість лінзованого джерела стає формально нескінченною (кільце Ейнштейна), але ймовірність такого ідеального розташування є незначуще малою.

Гравітаційне мікролінзування світла віддаленої фонової зорі екзопланетою, що проходить повз неї, із головною зорею

## Як це працює
Мікролінзування засноване на ефекті гравітаційної лінзи. Масивний об’єкт (лінза) буде викривляти світло яскравого фонового об’єкта (джерела). Це може створити кілька спотворених, збільшених і освітлених зображень фонового джерела.
Мікролінзування спричинене тим самим фізичним ефектом, що й сильне гравітаційне лінзування та слабке гравітаційне лінзування, але воно вивчається за допомогою дуже різних методів спостереження. При сильному та слабкому лінзуванні маса лінзи достатньо велика (маса галактики або скупчення галактик), щоб зміщення світла лінзою можна було визначити за допомогою телескопа високої роздільної здатності, такого як космічний телескоп Хаббл. За допомогою мікролінзування маса лінзи занадто мала (маса планети чи зорі), щоб легко спостерігати зміщення світла, але явне освітлення джерела все одно може бути виявлено. У такій ситуації лінза пройде повз джерело за розумний проміжок часу, від секунд до років замість мільйонів років. Коли вирівнювання змінюється, видима яскравість джерела змінюється, і це можна контролювати, щоб виявити та вивчити подію. Таким чином, на відміну від сильних і слабких гравітаційних лінз, мікролінзування є тимчасовою астрономічною подією з точки зору масштабу людського часу, таким чином є предметом астрономії часової області.
На відміну від сильного та слабкого лінзування, жодне окреме спостереження не може встановити, що відбувається мікролінзування. Натомість збільшення та зниження яскравості джерела слід відстежувати з часом за допомогою фотометрії. Ця функція залежності яскравості від часу відома як крива блиску. Типова крива світла мікролінз показана нижче:
Типова подія мікролінзування, як ця, має дуже просту форму, і можна виділити лише один фізичний параметр: шкалу часу, яка пов’язана з масою лінзи, відстанню та швидкістю. Однак є кілька ефектів, які сприяють формуванню більш нетипових явищ лінзування:
- Розподіл маси лінзи. Якщо маса лінзи не зосереджена в одній точці, крива блиску може різко відрізнятися, особливо з подіями перетину каустики, які можуть демонструвати сильні сплески на кривій блиску. У мікролінзах це можна побачити, коли лінза є подвійною зорею або планетною системою.
- Кінцевий розмір джерела. У надзвичайно яскравих або швидко мінливих подіях мікролінзування, як-от події каустичної перетину, зорю-джерело не можна розглядати як нескінченно малу точку світла: розмір диска зорі та навіть затемнення кінцівок можуть змінити екстремальні характеристики.
- Паралакс. Для подій, що тривають місяцями, рух Землі навколо Сонця може спричинити дещо зміну вирівнювання, впливаючи на криву блиску.

## Спостереження мікролінзування

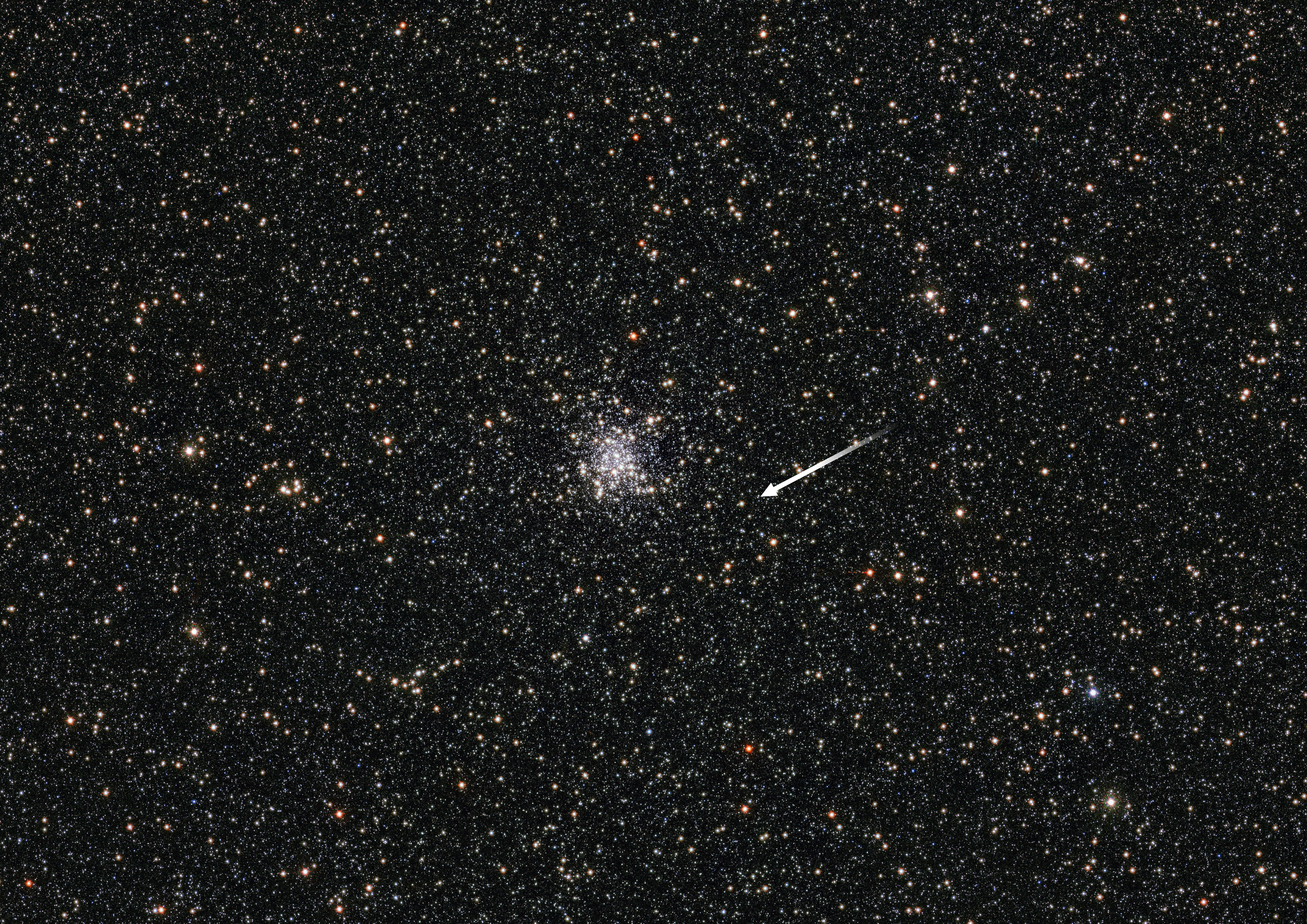
Об’єкт, що викликав мікролінзування в NGC 6553, викривив світло червоної зорі-гіганта на задньому плані.

На практиці, оскільки необхідне вирівнювання є дуже точним і важко передбачуваним, мікролінзи дуже рідкісні. Таким чином, події, як правило, виявляються за допомогою оглядів, які фотометрично контролюють десятки мільйонів потенційних зір-джерел кожні кілька днів протягом кількох років. Щільними фоновими полями, придатними для таких досліджень, є сусідні галактики, такі як Магелланові Хмари та галактика Андромеди, а також опуклість Чумацького Шляху.

Події мікролінзування на галактичній карті за спостереженнями GAIA з 2014 по 2018 рік (таймер у нижньому лівому куті)

У кожному випадку досліджувана популяція лінз включає об’єкти між Землею та джерелом поля: для балджа популяція лінз – це зорі диска Чумацького Шляху, а для зовнішніх галактик популяція лінз – це гало Чумацького Шляху, а також об’єкти в самій іншій галактиці. Щільність, маса та розташування об’єктів у цих сукупностях лінз визначають частоту мікролінзування вздовж цієї лінії зору, яка характеризується значенням, відомим як оптична глибина завдяки мікролінзуванням. (Це не слід плутати з більш поширеним значенням оптичної глибини, хоча воно має деякі властивості.) Оптична глибина — це, грубо кажучи, середня частка зір-джерел, які зазнають мікролінзування в певний час, або, еквівалентно, ймовірність того, що дана зоря-джерело зазнає лінзування в певний час. Проект MACHO виявив, що оптична глибина в бік LMC становить 1,2 × 10-7, а оптична глибина в бік балджа становить 2,43 × 10 -6 або приблизно 1 з 400 000.

## Історія
У 1704 році Ісаак Ньютон припустив, що світловий промінь може бути відхилений силою тяжіння. У 1801 році Йоганн Георг фон Зольднер обчислив величину відхилення світлового променя від зорі під дією ньютонівської гравітації. У 1915 році Альберт Ейнштейн правильно передбачив величину відхилення в загальній теорії відносності, яка вдвічі перевищувала величину, передбачену фон Зольднером. Передбачення Ейнштейна було підтверджено експедицією 1919 року під керівництвом Артура Еддінгтона, і цей результат став одним з перших підтверджень загальної теорії відносності. У 1924 році Орест Хвольсон виявив, що гравітаційні лінзи можуть створювати кілька зображень зорі. В 1936 році Ейнштейн опублікував правильне передбачення збільшення яскравості лінзованого джерела, яке стало основою для мікролінзування. Через необхідність малоймовірного розташування тіл майже на одній прямій він дійшов висновку, що «великих шансів спостерігати це явище немає». Сучасна теоретична основа гравітаційного лінзування була створена роботами Ю Клімова (1963), Сідні Лібеса (1964) і Сюр Рефсдала (1964).